# Stanisława Popiela
Stanisława Popiela (ur. 11 listopada 1941 w Mszalnicy) – polska rolniczka i polityk, posłanka na Sejm IX i X kadencji, działaczka kół gospodyń wiejskich.

## Życiorys
Pracowała w rolnictwie. W 1959 wstąpiła do Związku Młodzieży Wiejskiej w Mszalnicy, a w 1977 do Zjednoczonego Stronnictwa Ludowego, gdzie zasiadała w naczelnym komitecie oraz w prezydium komitetu wojewódzkiego. Była radną wojewódzkiej rady narodowej w Nowym Sączu i Krakowie, ławnikiem sądu rejonowego w Nowym Sączu i od 1985 przewodniczącą Krajowej Rady Kół Gospodyń Wiejskich oraz Polskiego Komitetu Współdziałania Organizacji i Środowisk Kobiecych.
W 1985 uzyskała mandat posłanki na Sejm PRL IX kadencji z Krajowej Listy Wyborczej. Należała do Komisji Rolnictwa, Leśnictwa i Gospodarki Żywnościowej, Spraw Samorządowych oraz Nadzwyczajnej do rozpatrzenia projektu ustawy Prawo o stowarzyszeniach oraz projektów ustaw dotyczących związków zawodowych. Pełniła również funkcję zastępcy przewodniczącego Klubu Poselskiego ZSL. W 1989 uzyskała reelekcję w okręgu nowosądeckim. Zasiadała w Komisji Rolnictwa i Gospodarki Żywnościowej. Na koniec kadencji należała do klubu poselskiego Polskiego Stronnictwa Ludowego.

## Odznaczenia
- Krzyż Kawalerski Orderu Odrodzenia Polski (1988)
- Srebrny Krzyż Zasługi (1980)
- Medal 40-lecia Polski Ludowej (1985)
- Medal „Za zasługi dla rozwoju Ziemi Sądeckiej” (1973)
- Odznaka „Za zasługi dla województwa nowosądeckiego” (1976)